# Fleischmanniinae
 Fleischmanniinae   R.M. King & H. Rob., 1980 è una sottotribù di piante spermatofite dicotiledoni appartenenti alla famiglia delle Asteraceae (sottofamiglia Asteroideae, tribù Eupatorieae).

## Etimologia
Il nome della sottotribù deriva dal suo genere più importante Fleischmannia il cui nome a sua volta è stato dato in onore di Gottfried F. Fleischmann (1777–1850), maestro di Carl Heinrich Schultz "Bipontinus" (1805-1867), botanico tedesco che per primo ha descritto il genere Fleischmannia.
Il nome di questa sottotribù è stato definito per la prima volta dai botanici Robert Merrill King (1930-2007) e Harold Ernest Robinson (1932-) nella pubblicazione  “Phytologia; Designed to Expedite Botanical. 46(7): 447 (1980). : 447”  pubblicata a New York nel 1980.

## Descrizione
Le specie di questa sottotribù hanno un ciclo biologico annuale o perenne. L'habitus in genere è erbaceo. I fusti sono eretti e semplici o poco ramosi con una altezza variabile tra 30 – 120 cm.
Le foglie lungo il caule sono opposte, raramente sono alternate; ancor più raramente le foglie formano delle rosette basali. Sono picciolate ed hanno la lamina con contorni da deltati a ovati o anche triangolari o rombici; la superficie è trinervata ed è glabra. I margini sono da più o meno crenati a dentati.
Le infiorescenze sono terminali sia sul caule principale che su rami laterali. I capolini discoidi sono raggruppati in modo corimboso e normalmente sono pedicellati. I capolini sono formati da un involucro formato da diverse squame disposte in modo sub-embricato al cui interno un ricettacolo fa da base ai fiori tutti tubulosi. L'involucro ha una forma da obconica a emisferica con 2 – 4 mm di diametro. Le squame (da 20 a 30 in 2 - 4 serie) sono di diverse grandezze e sono persistenti; la superficie è trinervata; la forma è da lanceolata a lineare; la consistenza varia da erbacea a cartacea. Il ricettacolo è piatto o leggermente conico e privo di pagliette a protezione della base dei fiori.
I fiori sono tetra-ciclici (con quattro verticilli: calice – corolla – androceo – gineceo) e pentameri (ogni verticillo è composto da cinque elementi). Il numero dei fiori varia da 10 a 50.

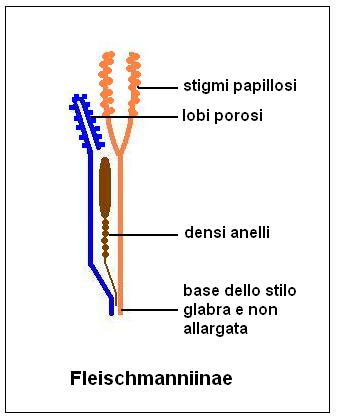
Sezione del fiore

Formula fiorale: per queste piante viene indicata la seguente formula fiorale:
* K 0/5, C (5), A (5), G (2), infero, achenio
I sepali del calice sono ridotti ad una coroncina di squame.
Le corolla sono provviste di brevi tubi basali e di gole strettamente campanulate, mentre la superficie è percorsa da venature. I lobi sono piccoli e triangolari. Il colore è blu, rosa, porpora o bianco. Il rapporto tra la lunghezza del tubo e il diametro è 2,5 - 4.
L'androceo è formato da 5 stami con filamenti liberi e antere saldate in un manicotto circondante lo stilo. Il collare delle antere è sottile, mentre le appendici apicali sono lunghe e ampie.
Il gineceo ha un ovario uniloculare infero formato da due carpelli. Lo stilo è lungo, bifido e glabro nella parte inferiore (oppure pubescente e con scarse ghiandole); la base non è allargata. Gli stigmi sono filiformi, nella parte distale possono essere ingrossati. La superficie degli stigmi è densamente papillosa. Le linee stigmatiche sono marginali.
I frutti sono degli acheni con pappo. Gli acheni sono provvisti di cinque angoli, oppure sono fusiformi. Il carpoforo si provvisto di un lieve bordo sporgente superiore oppure è indistinto. Il pappo è formato da 5 o più setole uniseriate. Le setole sono barbate, oppure capillari e possono avere delle cellule apicali puntiformi.

## Tassonomia
La famiglia di appartenenza di questo gruppo (Asteraceae o Compositae, nomen conservandum) è la più numerosa del mondo vegetale, comprende oltre 23000 specie distribuite su 1535 generi (22750 specie e 1530 generi secondo altre fonti). La sottofamiglia Asteroideae è una delle 12 sottofamiglie nella quale è stata suddivisa la famiglia Asteraceae, mentre Eupatorieae è una delle 21 tribù della sottofamiglia. La tribù Eupatorieae a sua volta è suddivisa in 17 sottotribù (Fleischmanniinae è una di queste)

### Filogenesi
Le analisi delle sequenze del DNA collocano la sottotribù di questa voce vicino al genere Ageratum L. (sottotribù Ageratinae). Ageratum si distingue comunque dal genere principale di questa sottotribù (Fleischmannia) per il carpoforo meno sviluppato, le brattee decisamente embricate e il numero cromosomico 2n = 34.
Il numero cromosomico della sottotribù è: 2n = 8, 20.

### Composizione della sottotribù
Attualmente la sottotribù Fleischmanniinae comprende 2 generi e 96 specie.

| Genere                              | N. specie                                | Distribuzione |
| ----------------------------------- | ---------------------------------------- | ------------- |
| Fleischmannia Sch. Bip., 1850       | 95 spp.                                  | Neotropicale  |
| Sartorina R.M. King & H. Rob., 1974 | 1 sp. (S. schultzii R.M. King & H. Rob.) | Messico       |

I due generi si distinguono tra loro per gli acheni a 5 coste (Fleischmannia) oppure fusiformi (Sartorina); ma anche per lo stilo: glabro in Fleischmannia, pubescente e ghiandoloso in Sartorina.